# Rotbav
Rotbav – wieś w Rumunii, w okręgu Braszów, w gminie Feldioara. W 2011 roku liczyła 1173 mieszkańców.